# Tving
Tving – miejscowość (tätort) w Szwecji, w regionie administracyjnym (län) Blekinge, w gminie Karlskrona.
Według danych Szwedzkiego Urzędu Statystycznego liczba ludności wyniosła: 548 (31 grudnia 2015), 561 (31 grudnia 2018) i 550 (31 grudnia 2019).